# Gastón Benítez
Gastón Kevin Benítez Ibarra (* 21. Mai 2002) ist ein paraguayischer Fußballspieler.

## Karriere

### Verein
Aus der U19 von Club Nacional kommend wurde er im August 2020 bis zum Ende des darauffolgenden Jahres an die U20 von Athletico Paranaense verliehen. Nach dem Ende dieser ging er schließlich Anfang 2022 fest in den Kader der ersten Mannschaft von Nacional über. Dort kam er dann im Februar des Jahres auch zu seinem Liga-Debüt. Weiter hatte er einen Monat später dann auch seinen ersten Einsatz in der Copa Sudamericana gegen den Guaireña FC. In den nächsten Jahren kam er aber auch nur sporadisch zu Einsätzen für die Mannschaft und wechselte so schließlich Anfang 2024 ablösefrei zu Sol de América.

### Nationalmannschaft
Mit der paraguayischen U17 nahm er an der Südamerikameisterschaft 2019 teil, danach war er auch Teil des Kaders bei der Weltmeisterschaft 2019, wo er in zwei der Gruppenspiele Einsatzzeit hatte.
Im Dezember 2023 wurde er erstmals für die U23 für die Vorbereitung vor dem Qualifikationsturnier für Olympia nominiert. Dort kam er auch einmal zum Einsatz. Bei dem Turnier selbst stand er dann in zwei von sieben Partien auf dem Platz. Am Ende landete er mit seinem Team hier auf dem ersten Platz der Endgruppe und qualifizierte sich so für die Spiele in Paris.